# Anthurium walujewii
Anthurium walujewii là một loài thực vật có hoa trong họ Ráy (Araceae). Loài này được Regel miêu tả khoa học đầu tiên năm 1879.